# Isla de Cirio
Isla de Cirio är en ort i Mexiko.   Den ligger i kommunen Álvaro Obregón och delstaten Michoacán de Ocampo, i den södra delen av landet, 200 km väster om huvudstaden Mexico City. Isla de Cirio ligger 1 842 meter över havet och antalet invånare är 441.
Terrängen runt Isla de Cirio är platt åt sydväst, men åt nordost är den kuperad. Runt Isla de Cirio är det ganska tätbefolkat, med 78 invånare per kvadratkilometer. Närmaste större samhälle är Zinapécuaro, 18,4 km öster om Isla de Cirio. Trakten runt Isla de Cirio består till största delen av jordbruksmark.